# ناحیه جاسپر، میشیگان
ناحیه جاسپر (به انگلیسی: Jasper Township) یک منطقهٔ مسکونی در ایالات متحده آمریکا است که در شهرستان دانیلز، میشیگان واقع شده‌است.
 ناحیه جاسپر ۹۳٫۵ کیلومتر مربع مساحت و ۱٬۱۴۵ نفر جمعیت دارد و ۲۱۰ متر بالاتر از سطح دریا واقع شده‌است.